# Eduvigis de Polònia
|  | Aquest article tracta sobre la reina del s. XIV canonitzada en 1997. Vegeu-ne altres significats a «Eduvigis d'Andechs». |

Eduvigis de Polònia (polonès: Jadwiga Andegaweńska)  (Buda, 3 d'octubre de 1373 ↔ 18 de febrer de 1374 - Cracòvia, 17 de juliol de 1399) va ser reina titular de Polònia des de 1384 fins a la seva mort. És venerada com a santa per l'Església catòlica.

## Biografia
Eduvigis va néixer a Buda, la capital del Regne d'Hongria. Va ser la tercera i més jove filla de Lluís I d'Hongria, i Polònia, i de la seva segona esposa, Elisabet de Bòsnia. Les seves dues àvies eren princeses poloneses, la qual cosa la connectava amb la dinastia Piast nativa de Polònia. L'historiador Oscar Halecki va concloure que "l'arbre genealògic d´Eduvigis mostra clarament que [ella] tenia més sang polonesa que qualsevol altre". Va néixer probablement entre el 3 d'octubre de 1373 i el 18 de febrer de 1374. Va rebre el nom del seu avantpassat llunyà, Santa Eduví de Silèsia, que era especialment venerat a la cort reial hongaresa en el moment del seu naixement.
El rei Lluís, que no havia engendrat cap fill, volia garantir el dret de les seves filles a heretar els seus regnes. Per tant, la família reial europea considerava les seves tres filles com a núvies especialment atractives. Leopold III, duc d'Àustria, va proposar el seu fill gran, Guillem, a Eduvigis ja el 18 d'agost de 1374. Els enviats dels nobles polonesos van reconèixer que una de les filles de Lluís el succeiria a Polònia després que ell confirmés i ampliés les seves llibertats en el privilegi de Koszyce el 17 de setembre de 1374. Van fer un jurament de lleialtat a Catherine a petició de Lluís.
Lluís va acceptar donar Eduvigis en matrimoni amb Guillem d'Àustria el 4 de març de 1375. La sponsalia de futuro dels nens, o "matrimoni provisional", es va celebrar a Hainburg el 15 de juny de 1378. La cerimònia va establir el marc legal per a la consumació del matrimoni sense cap altre acte eclesiàstic tan bon punt tots dos van arribar a l'edat de maduresa. El duc Leopold va acceptar que Eduvigis només rebria Treviso, una ciutat que havia de ser conquistada a la República de Venècia, com a dot del seu pare. Després de la cerimònia, Eduvigis es va quedar a Àustria durant gairebé dos anys; va viure principalment a Viena.
Caterina va morir a finals de 1378. Lluís va persuadir els senyors polonesos més influents de jurar un jurament de lleialtat a la seva germana petita, Mary, el setembre de 1379. Va estar d'esposada amb Segimon de Luxemburg, un besnét de Casimir el Gran, que havia estat el predecessor de Lluís al tron polonès. El "matrimoni promès" de Jadwiga i William es va confirmar a la reunió dels seus pares a Zólyom (ara Zvolen a Eslovàquia) el 12 de febrer de 1380. Els senyors hongaresos també van aprovar el document, la qual cosa implicava que Eduvigis i William eren considerats els successors del seu pare a Hongria.
Una delegació de senyors i clergues polonesos va retre homenatge formal a Segismundo de Luxemburg com el seu futur rei el 25 de juliol de 1382. Els polonesos creien que Lluís també planejava persuadir els senyors i prelats hongaresos perquè acceptessin Eduvigis i Guillem d'Àustria com els seus hereus a Hongria. No obstant això, va morir el 10 de setembre de 1382. Eduvigis estava present al llit de mort del seu pare.
El poder d'Eduvigis com a monarca era molt limitat i les decisions es trobaven en mans del seu marit Ladislau i la noblesa. Però, com a reina, tenia un paper actiu en la vida cultural i diplomàtica. Va contribuir en obres benèfiques i actuà de mecenes de nombrosos artistes. Actualment, es considera que la seva política va ser protofeminista.
El 22 de juny de 1399, Eduvigis va donar a llum la seva primera filla, Elisabet. Al cap d'un mes, tant la mare com la nena moriren fruit de les complicacions del part, i foren enterrades juntes a la catedral de Wawel. Tot i que no estava emparentat amb cap dels anteriors reis de Polònia, el seu marit va aconseguir mantenir el títol reial i llegar-lo als fills de la seva segona esposa, iniciant la dinastia Jaguelló en el tron polonès. El papa polonès Joan Pau II va canonitzar Eduvigis l'any 1997.

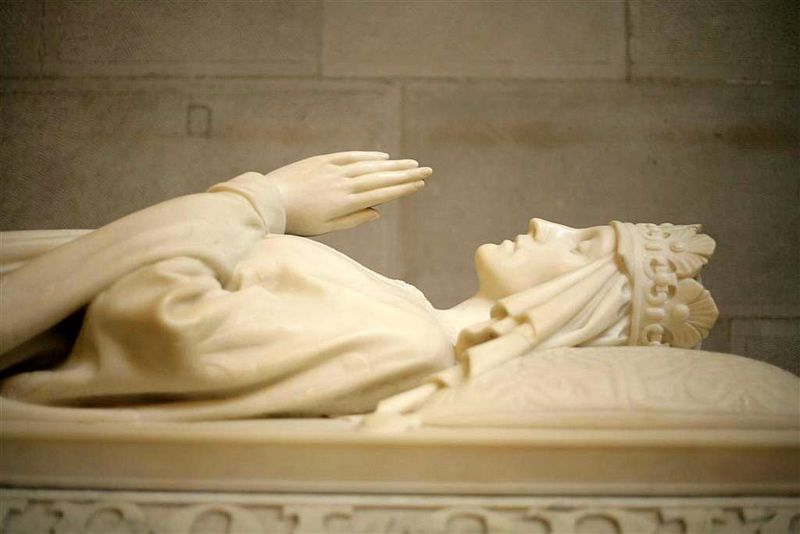
Sepulcre de la santa, al Wawel de Cracòvia
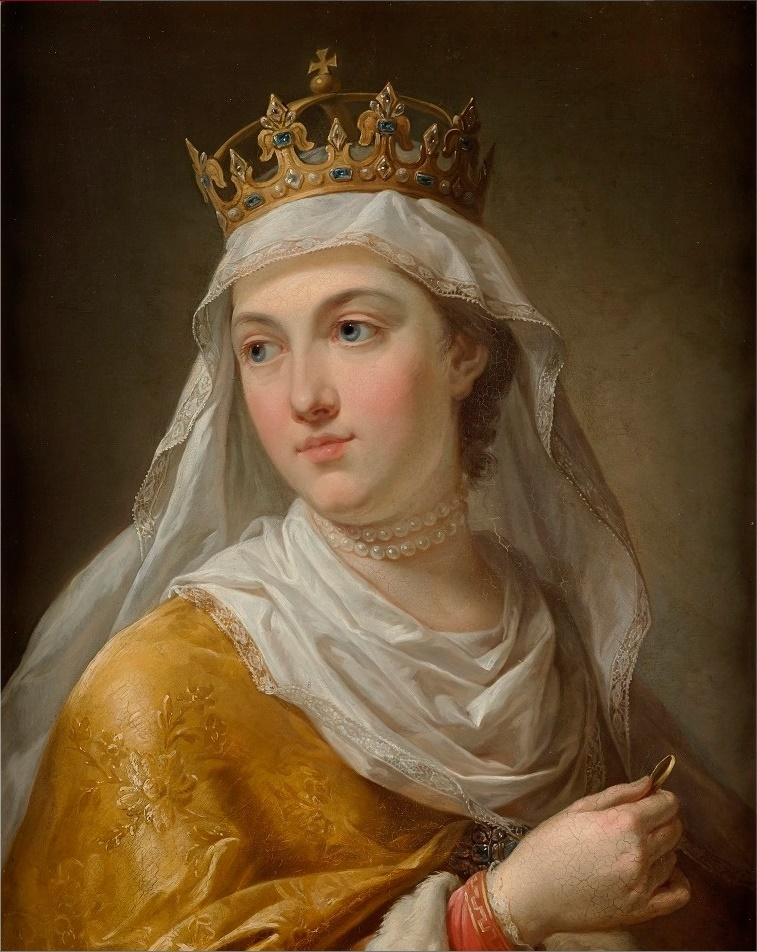
Representació de la reina Eduvigis per Bacciarelli, s. XVII
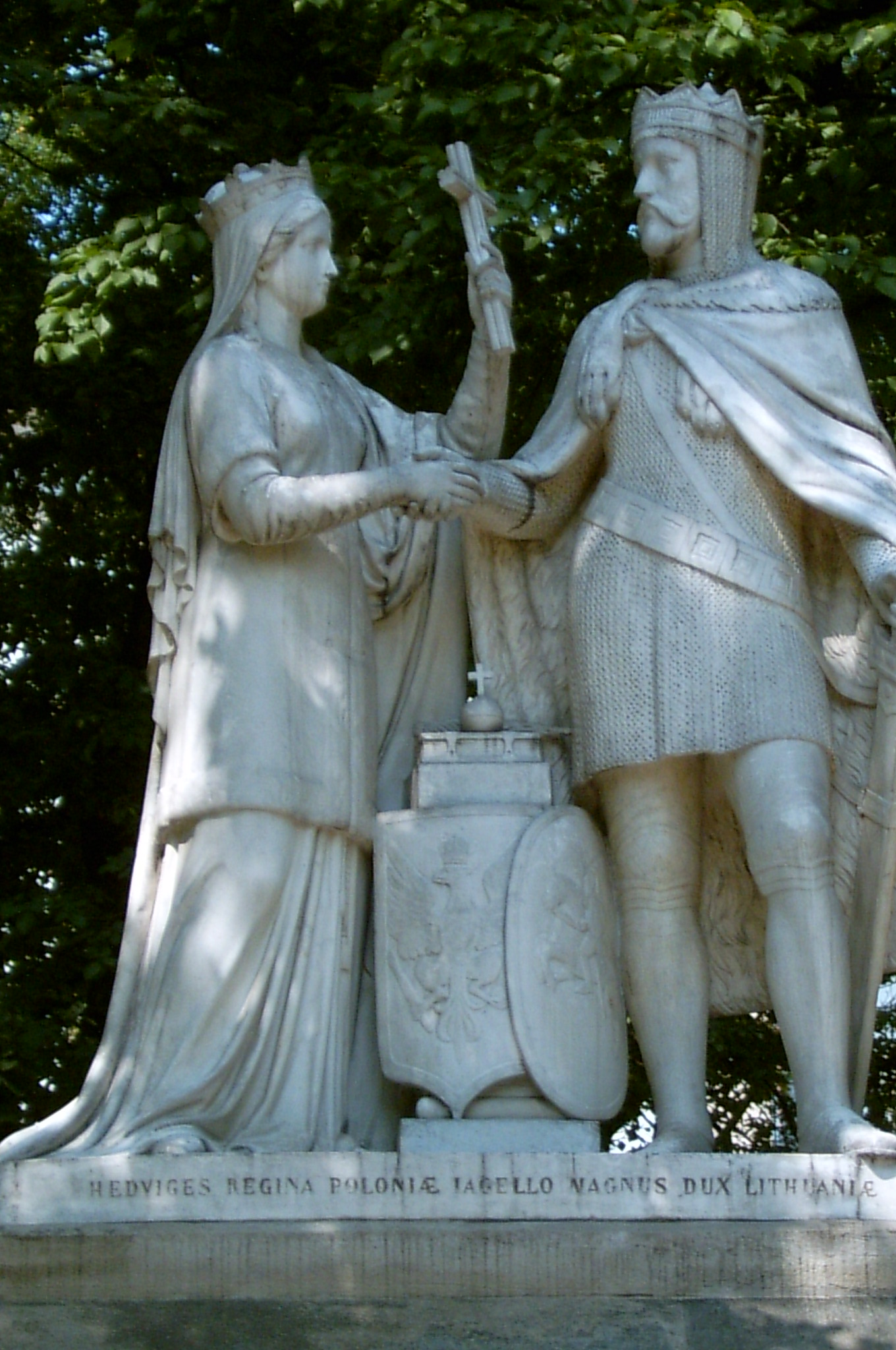
Monument a la reina i Ladislau II, al Planty de Cracòvia